# Aperture rács

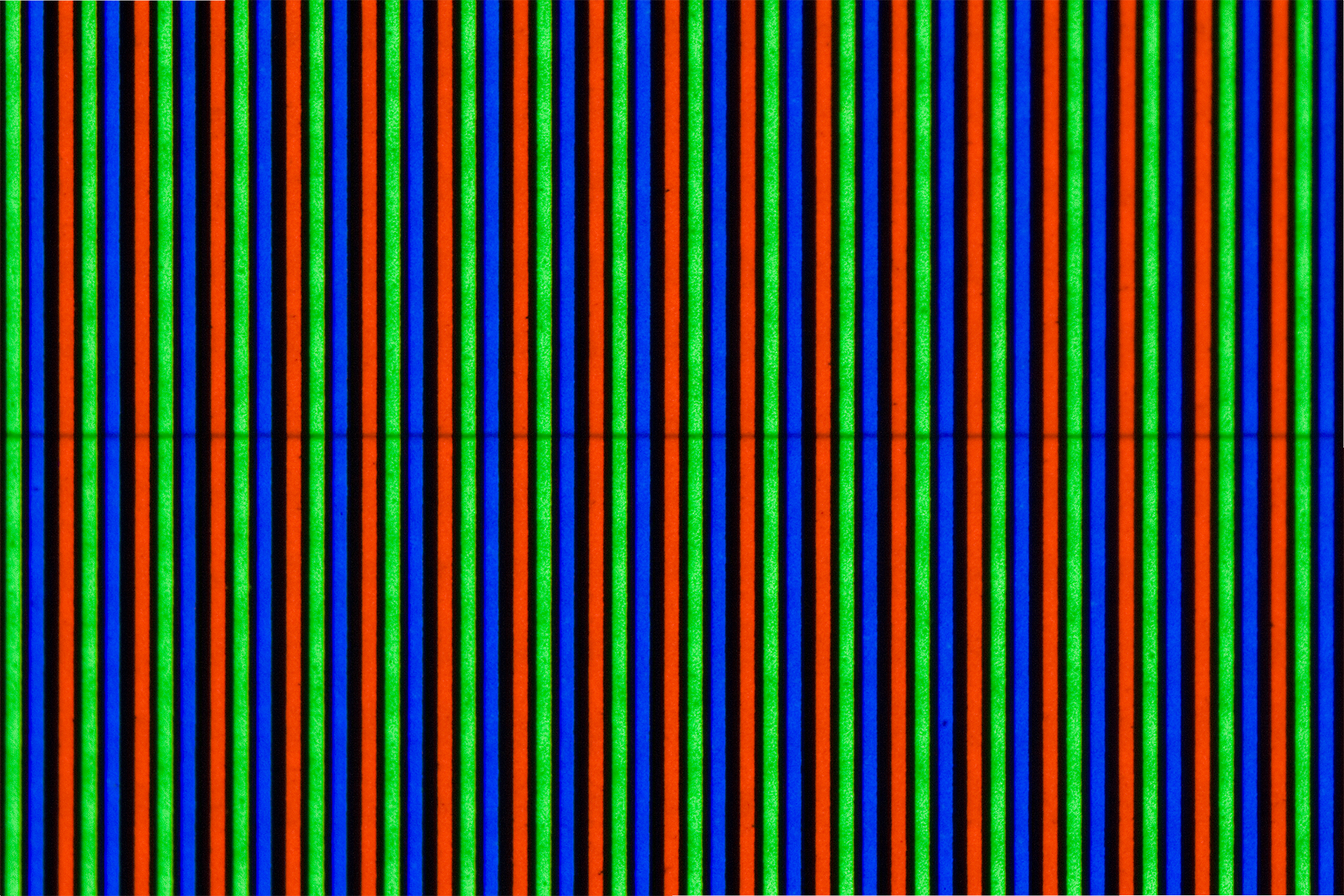
Aperture rács alapú CRT közelről

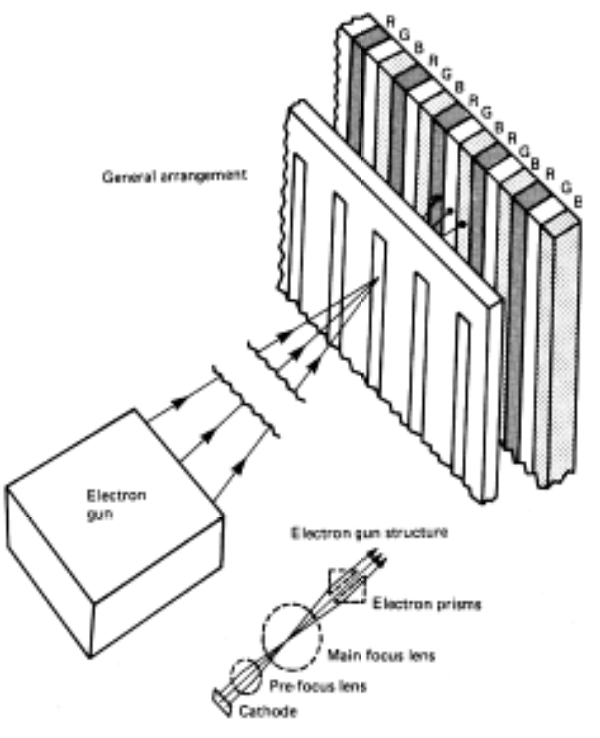
Címkézett vázlat, amely a Trinitron® képcső elvét mutatja

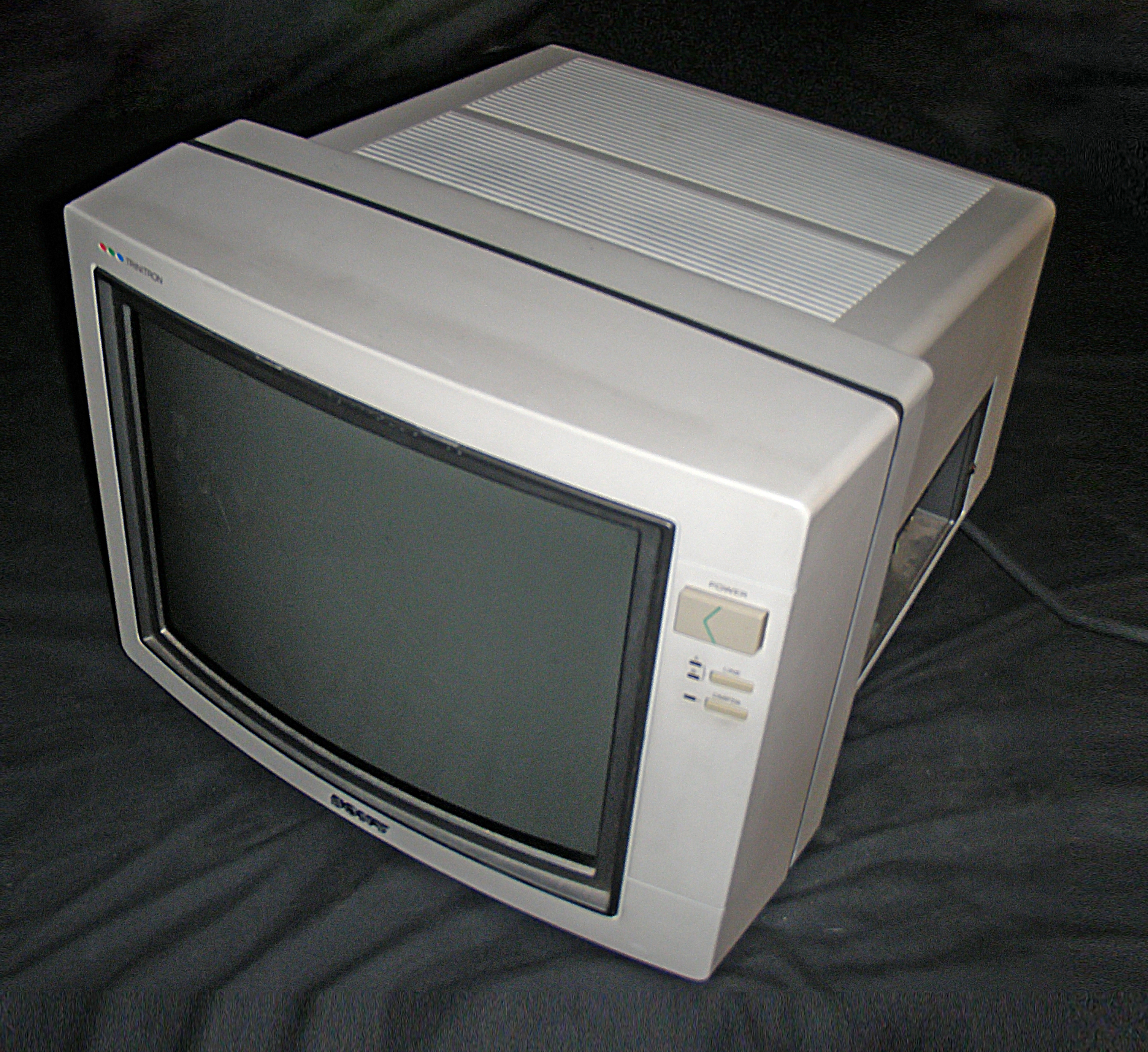
Sony Trinitron aperture rács PVM

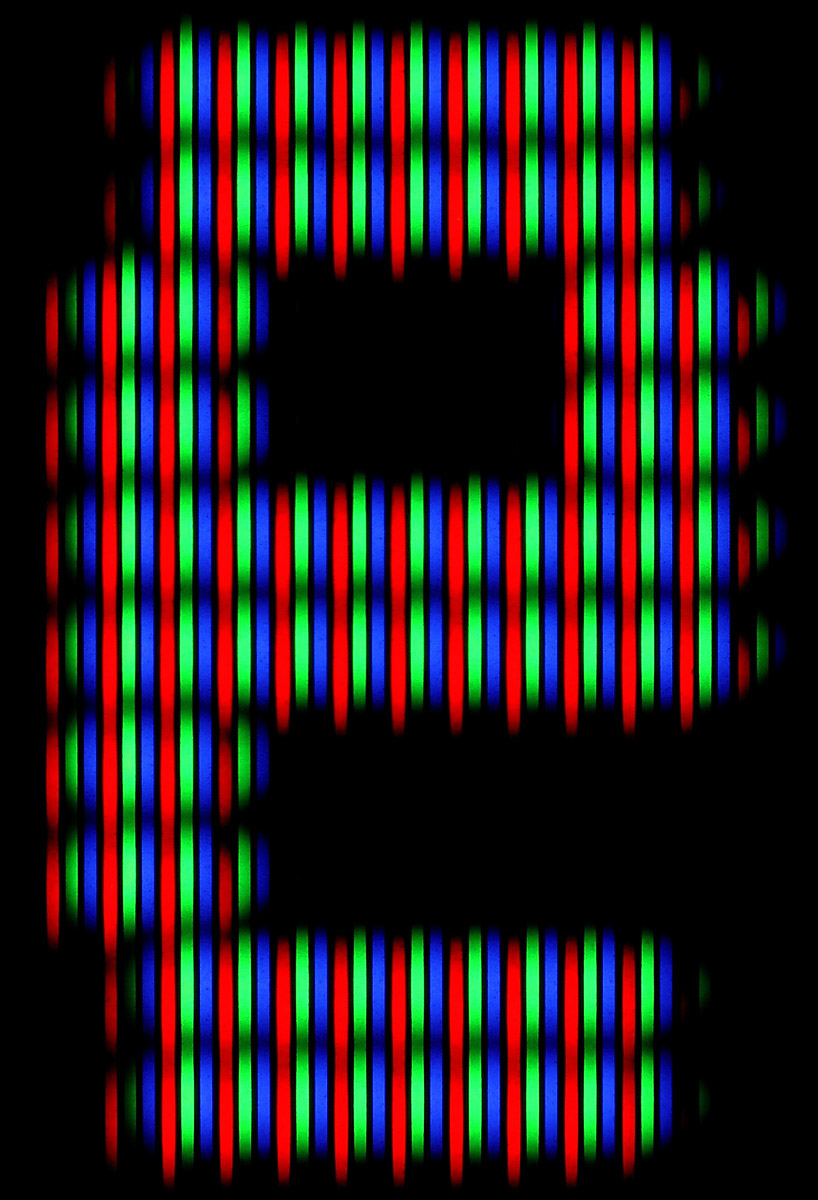
Aperture rács alapú CRT közelről. Egy e betű látszik egy teletext oldalról

Az aperture rács a színes katódsugárcsöves (CRT) televíziók és számítógépes kijelzők gyártásának két fő technológiájának egyike; a másik az árnyékmaszk.
A függőleges huzalok a kijelző elülső üvege mögött csíkokra osztják a foszforok különböző színeit. Ezek a huzalok úgy vannak elhelyezve, hogy a cső hátulján lévő három elektronágyú egyikéből származó elektronnyaláb csak a megfelelő színű foszforokat legyen képes eltalálni. Vagyis a kék elektronágyú kék foszforokat fog eltalálni, de egy vezeték elzárja az utat a vörös és zöld foszforok felé.
A finom huzalok finomabb pontsűrűséget tesznek lehetővé, mivel sokkal közelebb helyezhetők el egymástól, mint egy árnyékmaszk furatai, és nincs szükség hézagra a szomszédos vízszintes képpontok között.
A világos képek megjelenítése során az árnyékmaszk felmelegszik, és minden irányban kifelé tágul. Az aperture rácsok nem mutatják ezt a viselkedést; amikor a huzalok felmelegednek, függőlegesen tágulnak. Mivel nincsenek meghatározott lyukak, ez a kiterjesztés nem befolyásolja a képet, és a vezetékek nem mozognak vízszintesen.
Az aperture rácsnak függőleges vezetékei rezonáns frekvenciával rendelkeznek, és szimpatikus rezonanciában rezegnek, hangos hangokkal a kijelző közelében, ami a kijelző színeinek rezgését és csillogását eredményezi. Ezen rezonáns hatások csökkentése érdekében egy vagy két vízszintes stabilizáló huzalt, úgynevezett "csillapító huzalokat" hegesztenek át a rácshuzalokon, és vékony sötét vonalakként láthatók a képernyőn. Ezek a stabilizáló vezetékek nyújtják a legegyszerűbb módszert az aperture rács és az árnyékmaszk megjelenítésének egy pillantásra történő megkülönböztetésére. A stabilizált rács továbbra is rezeghet, de a hangoknak nagyon hangosnak kell lenniük, és a kijelző közelében kell hogy legyenek.
Továbbá, aperture rács kijelzők általában függőlegesen, és gyakran vízszintesen is laposak, míg az árnyékmaszk kijelzőknek általában egy gömb alakú görbülete van.
Az első szabadalmaztatott aperture rácsos televíziókat a Sony az 1960-as évek végén gyártotta Trinitron márkanév alatt, amelyet a vállalat továbbvitt a CRT számítógépes monitorok sorába. A későbbi dizájnok, függetlenül attól, hogy a Sony engedélyezte-e, vagy amelyeket a szabadalom lejárta után gyártottak, általában a -tron utótagot használják, mint például a Mitsubishi DiamondTron és a ViewSonic SonicTron.
A Cromaclear az aperture rács technológia továbbfejlesztése, amelyet a NEC Corporation vezetett be; egyik előnye a csillapító huzalok hiánya.
Az aperture rácsok nem annyira mechanikusan stabilak, mint az árnyék- vagy résmaszkok; egy koppintással a kép rövid ideig torzulhat, még csillapító / tartóhuzalok esetén is. 

## Fordítás
- Ez a szócikk részben vagy egészben  az   Aperture grille című angol Wikipédia-szócikk ezen változatának fordításán alapul.  Az eredeti cikk szerkesztőit annak laptörténete sorolja fel. Ez a jelzés csupán a megfogalmazás eredetét és a szerzői jogokat jelzi, nem szolgál a cikkben szereplő információk forrásmegjelöléseként.